# 鱼嘴两江大桥
鱼嘴两江大桥是重庆市内长江上的一座公路悬索桥，位于江北区鱼嘴位置，南接巴南区明月沱。大桥为重庆绕城高速公路东半环的跨江通道，全长1438米，桥上设双向6车道，于2009年12月31日建成通车。大桥施工时名称为鱼嘴长江大桥，因为重庆大力建设的两江新区位于桥北，所以更名为鱼嘴两江大桥。

## 技术参数
大桥全长1438米，桥型为单跨双铰简支钢箱悬索桥，主桥长616米，桥宽33米，设双向六车道。